# Laurent Binet

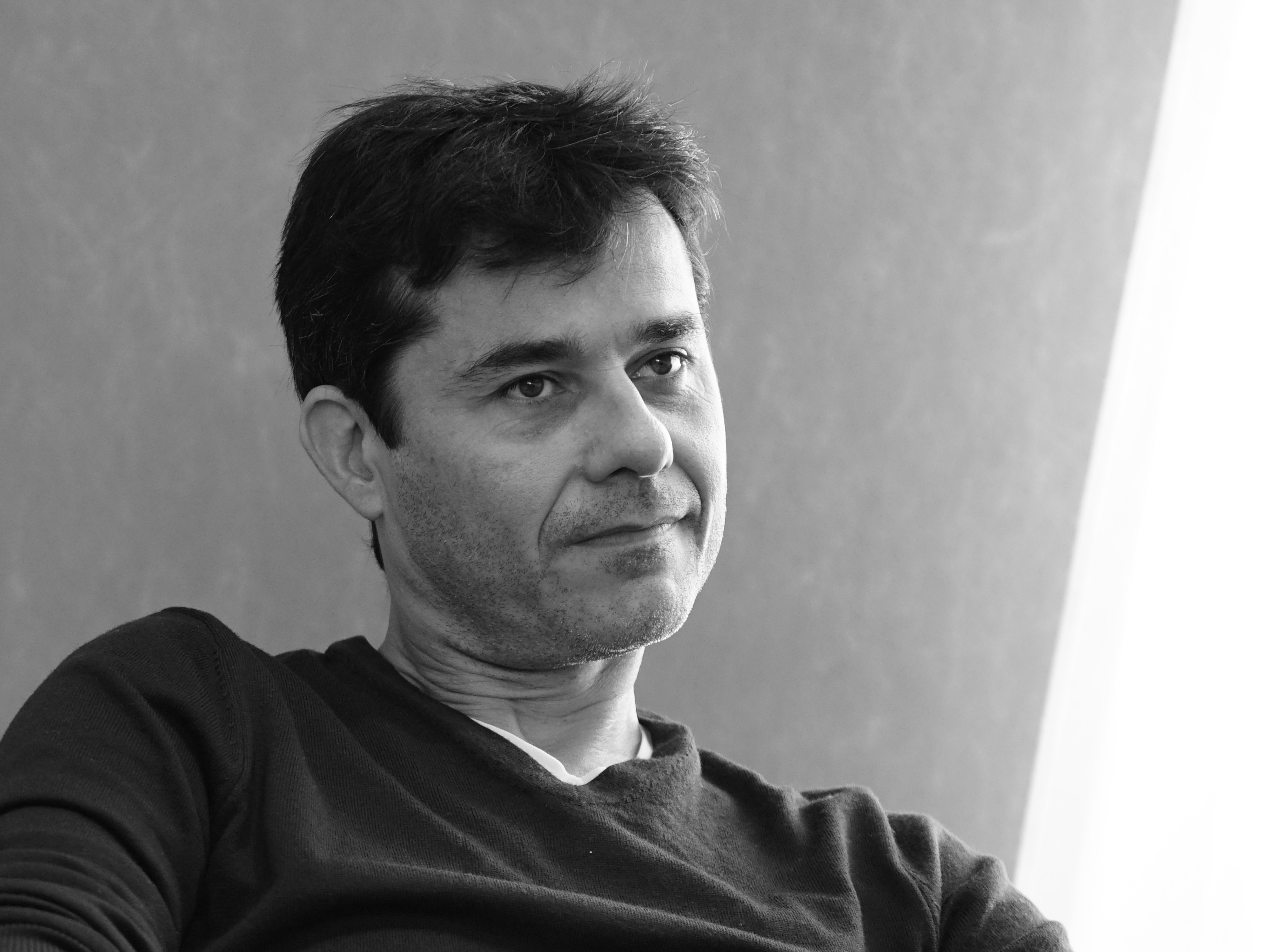
Laurent Binet (2019)

Laurent Binet (* 19. Juli 1972 in Paris) ist ein französischer Schriftsteller. Für seinen Roman HHhH bekam er 2010 den Prix Goncourt du premier roman zugesprochen; außerdem wurde 2014 dessen japanische Übersetzung mit dem Großen Preis der Buchhändler Japans ausgezeichnet.

## Werdegang
Binet studierte in Paris, bevor er seinen Wehrdienst in der Slowakei an der Luftwaffenschule in Košice als Französischlehrer ableistete. Danach pendelte er für einige Jahre zwischen Prag und Paris. Er arbeitet heute (2011) im Schuldienst im Pariser Umland als Professeur Agrégé de littérature moderne, ist aber auch mit Universitätskursen an der Universität Paris VIII betraut.
Im Jahr 2000 publizierte er sein erstes Buch, die vom Surrealismus inspirierte Erzählung Forces et faiblesses de nos muqueuses (Stärken und Schwächen unserer Schleimhäute). 2004 folgte sein zweites Buch, La Vie professionnelle de Laurent B. (Das Berufsleben des Laurent B.), in dem er von seinen Erfahrungen beim Unterrichten an Pariser Schulen berichtet.
Im Januar 2010 erschien bei Grasset HHhH (das Akronym für „Himmlers Hirn heißt Heydrich“, ein Ausspruch Hermann Görings). Im Mittelpunkt des Romans steht der SS-Obergruppenführer, Leiter des Reichssicherheitshauptamtes (RSHA) und Stellvertretende Reichsprotektor von Böhmen und Mähren in Prag, Reinhard Heydrich sowie das von den tschechischen Widerstandskämpfern Jan Kubiš und Jozef Gabčík verübte Attentat auf ihn („Operation Anthropoid“). Am 2. März 2010 wurde dem Autor für das Werk der „Prix Goncourt du premier roman“ zugesprochen. Nach Erscheinen des Buches wurde bekannt, dass vom Lektorat etwa 20 Seiten gestrichen worden waren, auf denen sich Binet äußerst kritisch mit Jonathan Littells Roman Die Wohlgesinnten (2006) auseinandergesetzt hatte. Die deutsche Übersetzung von HHhH erschien im September 2011. 2015 erhielt er für Die siebte Sprachfunktion (La Septième Fonction du langage) den Prix Interallié und den Prix du Roman Fnac.
2019 veröffentlichte Binet mit Civilizations (Eroberung) einen Roman über eine Alternativweltgeschichte, wonach die Tochter Eriks des Roten bereits im Jahr 1000 Amerika besiedelt. Die amerikanischen Eingeborenen kennen Pferde und die Kunst des Eisenschmiedens und bilden Jahrhunderte später schützende Antikörper gegen die von Christoph Kolumbus und seine Männer eingeführten Krankheiten, die 1492 von ihrer Entdeckungsreise gen Westen nicht zurückkehren werden. 1531 flieht der Inka-Führer Atahualpa vor der Armee seines Bruders Huáscar und „entdeckt“ Europa. Die Geschichte beschreibt phantasievoll die Gefangennahme von Kaiser Karl V. und die Ausnutzung zerstrittener Mächte, umgekehrt zur Unterwerfung des Inkareichs durch die Spanier. Civilizations wurde im Jahr seiner Veröffentlichung mit dem Grand Prix du Roman der Académie française ausgezeichnet.
Laurent Binets Perspective(s) (Perspektiven) aus dem Jahr 2023 ist ein historischer Kriminalroman als polyperspektivischer Briefroman, der sich in die ästhetischen, politischen und erkenntnistheoretischen Debatten im Italien des 16. Jahrhunderts vertieft, dabei jedoch eine eminent moderne Frage stellt: Wie konstruiert sich Wahrheit im Zusammenspiel von Perspektive, Macht und Medium? In der italienischen Malerei der Frührenaissance war die Erfindung der Zentralperspektive – insbesondere durch Brunelleschi und Alberti – ein Akt der Rationalisierung der Welt. Die Perspektive schuf Ordnung, Tiefe und mathematisch codierte Wahrheit. Die Manieristen – Pontormo, Bronzino, Rosso Fiorentino – verwerfen die mathematische Korrektheit zugunsten expressiver Verformung. In Perspective(s) wird dieser Stil zur politischen, religiösen und psychologischen Metapher für eine aus den Fugen geratene Welt.
In der italienischen Malerei der Frührenaissance war die Erfindung der Zentralperspektive – insbesondere durch Brunelleschi und Alberti – ein Akt der Rationalisierung der Welt. Die Perspektive schuf Ordnung, Tiefe und mathematisch codierte Wahrheit.

## Werke

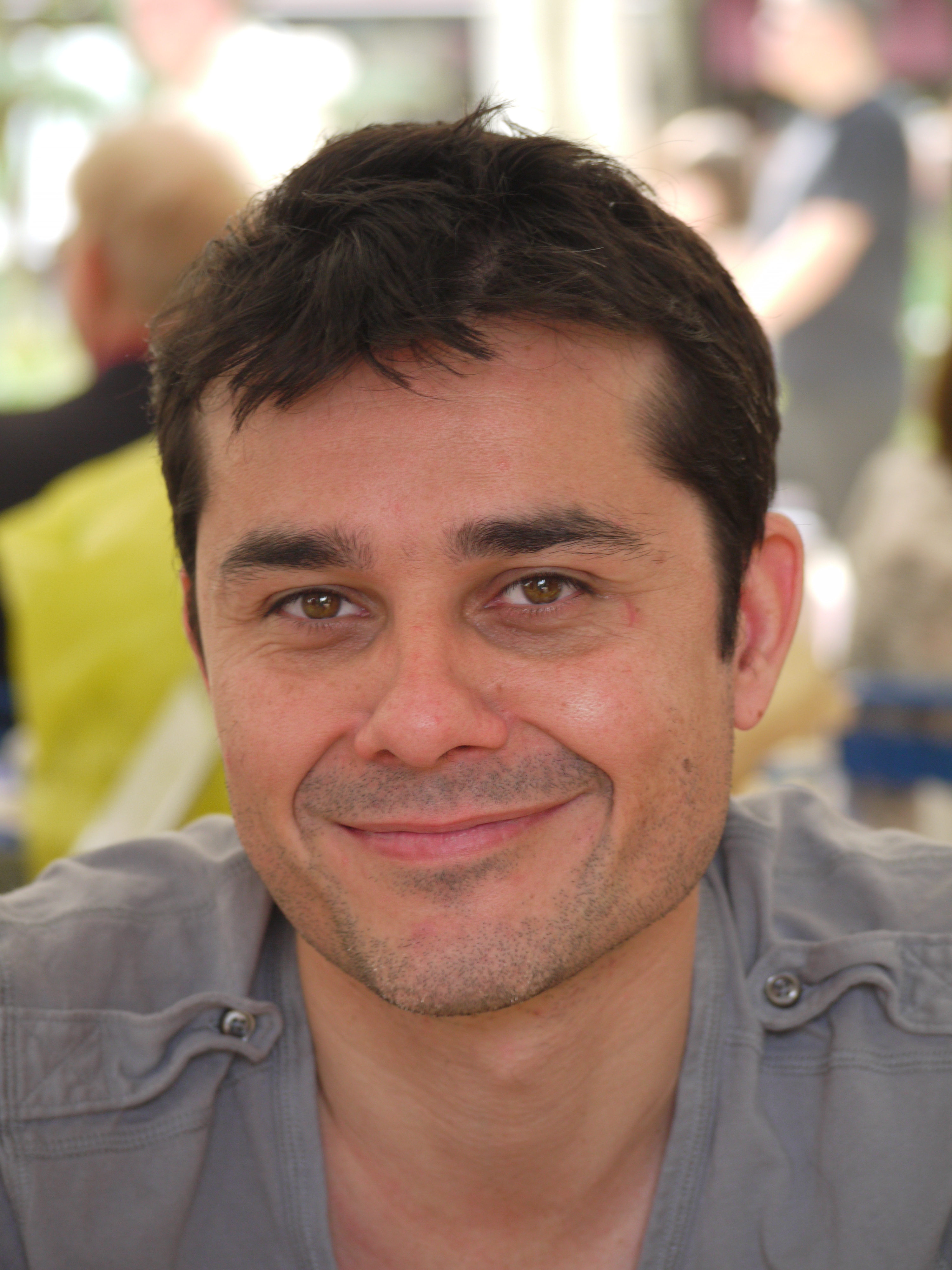
Binet im Jahr 2010

- Forces et faiblesses de nos muqueuses, Le Manuscrit, Paris 2001, ISBN 2-74810014-X.
- La Vie professionnelle de Laurent B, Little Big Man, Paris 2004, ISBN 2-915557-52-7.
- HHhH., Editions Grasset et Fasquelle, Paris 2010, ISBN 978-2-246-76001-6.
  - deutsch: HHhH. Himmlers Hirn heißt Heydrich. Roman. Übers. Mayela Gerhardt.[5] Rowohlt, Reinbek 2011, ISBN 978-3-498-00668-6.
- Rien ne se passe comme prévu. Grasset, Paris 2012, ISBN 978-2-246799337.
- La Septième Fonction du langage. Grasset, Paris 2015, ISBN 978-2-246-77601-7.
  - deutsch: Die siebte Sprachfunktion. Roman. Übers. Kristian Wachinger. Rowohlt, Reinbek 2017, ISBN 978-3-498-00676-1.
- Civilizations. Grasset, Paris 2019, ISBN 978-2246813095.
  - deutsch: Eroberung. Roman. Übers. Kristian Wachinger. Rowohlt, Hamburg 2020, ISBN 978-3-498-00186-5.
- Perspective(s). Grasset, Paris 2019, ISBN 978-2246829362.
  - deutsch: Perspektiven. Roman. Übers. Kristian Wachinger. Rowohlt, Hamburg 2025, ISBN 978-3-498-00694-5.